# Nicolas Hayer
Pour les articles homonymes, voir Hayer.
Nicolas Hayer, de son nom complet Lucien Nicolas Hayer (1er mai 1898, Paris 11e - 29 octobre 1978, Saint-Laurent-du-Var), est un directeur de la photographie français.

## Biographie
Opérateur d'actualités à la M.G.M. de 1928 à 1934 après un passage par le Service cinématographique des armées, il travaille notamment avant-guerre avec Marcel Pagnol, Julien Duvivier et Edmond T. Gréville. 
Il participe en août 1944 à la réalisation d'un documentaire sur la libération de Paris. 
Il collabore ensuite, à plusieurs reprises, avec Louis Daquin, Julien Duvivier, Jacques Becker et Jean-Pierre Melville.
Éric Rohmer souligne que Nicolas Hayer a été, à son avis, un précurseur de la Nouvelle Vague par l’emploi de la lumière réfléchie.

## Filmographie

### Cinéma
- 1931 : Le Blanc et le Noir de Marc Allégret et Robert Florey
- 1933 : Le Gendre de Monsieur Poirier de Marcel Pagnol
- 1933 : Clochard de Robert Péguy (crédité Lucien Hayer)
- 1934 : Cartouche de Jacques Daroy
- 1934 : Au pays du soleil de Robert Péguy (crédité Lucien Hayer)
- 1935 : Aux jardins de Murcie de Max Joly et Marcel Gras
- 1936 : Jacques et Jacotte de Robert Péguy
- 1936 : La Mystérieuse Lady de Robert Péguy
- 1937 : La Rose effeuillée de Georges Pallu
- 1937 : Miarka, la fille à l'ourse de Jean Choux
- 1937 : Double crime sur la ligne Maginot de Félix Gandéra
- 1939 : Le Bois sacré de Léon Mathot
- 1939 : L'Étrange Nuit de Noël de Yvan Noé
- 1939 : Métropolitain de Maurice Cam
- 1940 : Menaces de Edmond T. Gréville
- 1941 : Montmartre-sur-Seine de Georges Lacombe
- 1942 : Dernier Atout de Jacques Becker
- 1942 : Le Moussaillon de Jean Gourguet
- 1942 : À vos ordres, Madame de Jean Boyer
- 1942 : Macao, l'enfer du jeu de Jean Delannoy
- 1943 : Le Corbeau de Henri-Georges Clouzot
- 1945 : Falbalas de Jacques Becker
- 1946 : Patrie de Louis Daquin
- 1946 : Panique de Julien Duvivier
- 1947 : Le Bataillon du ciel de Alexander Esway
- 1948 : La Chartreuse de Parme de Christian-Jaque
- 1949 : Au grand balcon de Henri Decoin
- 1949 : Entre onze heures et minuit de Henri Decoin
- 1950 : Orphée de Jean Cocteau
- 1950 : Un homme marche dans la ville de Marcello Pagliero
- 1951 : Le Choix le plus simple, court métrage d'Henri Aisner
- 1951 : Sous le ciel de Paris de Julien Duvivier
- 1951 : La Maison Bonnadieu de Carlo Rim
- 1952 : Le Petit Monde de don Camillo de Julien Duvivier
- 1952 : Rayés des vivants de Maurice Cloche
- 1953 : La nuit est à nous de Jean Stelli
- 1954 : Par ordre du tsar d'André Haguet
- 1954 : Les Amoureux de Marianne de Jean Stelli
- 1955 : Fortune carrée de Bernard Borderie
- 1956 : Sous le ciel de Provence de Mario Soldati
- 1956 : Don Juan de John Berry
- 1959 : Deux Hommes dans Manhattan de Jean-Pierre Melville
- 1959 : Problème Berlin (directeur de la photographie et réalisateur) (C.M.)
- 1959 : Le Petit Prof de Carlo Rim
- 1959 : Le Signe du lion de Éric Rohmer
- 1962 : Le Doulos de Jean-Pierre Melville
- 1962 : Léviathan de Léonard Keigel
- 1964 : Le Gros Coup de Jean Valère
- 1965 : La Métamorphose des cloportes de Pierre Granier-Deferre
- 1965 : L'Arroseur arrosé de Pierre Tchernia

### Télévision
- 1957 : En votre âme et conscience, épisode : Le testament du duc de Bourbon de  Marcel Cravenne
- 1957 : La Famille Anodin d'André Leroux (série télévisée) (2 épisodes)
- 1957 : Madame Maxence a disparu de Bernard Hecht (téléfilm)
- 1963 : L'Eau qui dort (Les Cinq Dernières Minutes no 28) de Claude Loursais
- 1963 : Une Affaire de famille, de Jean-Pierre Marchand (TV, Les Cinq Dernières Minutes)
- 1964 : Les Cinq Dernières Minutes : 45 tours... et puis s'en vont de Bernard Hecht
- 1965 : Le Faiseur de Jean-Pierre Marchand
- 1965 : Les Cinq Dernières Minutes, épisode Napoléon est mort à Saint-Mandé de Claude Loursais
- 1966 : Marie Tudor d'Abel Gance
- 1967 : Deux Romains en Gaule, de Pierre Tchernia (téléfilm)
- 1967 : série Le Tribunal de l'impossible - Épisode La Bête du Gévaudan d'Yves-André Hubert, 1er épisode)
- 1968 : Les Enfants du faubourg (Les Cinq Dernières Minutes) de Claude Loursais

## Récompenses et distinctions
- Prix international de la photographie au Festival de Locarno en 1948 pour La Chartreuse de Parme